# Taenia cervi
Taenia cervi ist ein Bandwurm, der im Dünndarm von Hunden parasitiert. Der Parasit kommt in ganz Europa vor. Zwischenwirte sind Hirsche. T. cervi ist vermutlich eng mit Taenia ovis verwandt, eventuell handelt es sich bei beiden sogar um die gleiche Art. Andere Autoren betrachten T. cervi als identisch zu Taenia krabbei, morphologisch sind diese drei Taenia-Arten nicht zu unterscheiden, T. ovis unterscheidet sich durch den anderen Zwischenwirt aber im Entwicklungszyklus.
Der ausgewachsene Bandwurm ist 200 bis 250 cm lang. Zwischenwirte nehmen die Eier über kontaminiertes Futter auf. Über den Darm und den Blutweg gelangt die Onkosphäre in die Skelett- des Zwischenwirts. Hier entsteht das Finnenstadium, welches als Cysticercus cervi bezeichnet wird. Hunde infizieren sich durch das Fressen finnenhaltigen Fleisches. Wie bei anderen Bandwurmerkrankungen des Hundes verursacht der Parasit beim Endwirt kaum Symptome.